# Conistra serotina
Conistra serotina là một loài bướm đêm trong họ Noctuidae.